# 西阿提卡专区
西阿提卡专区（希臘語：Περιφερειακή Ενότητα Δυτικής Αττικής），是希臘阿提卡大區的一個专区，位於雅典都会区的西部及其西边的区域。专区首府为埃莱夫西纳。面積1,004平方公里，2021年人口数量为165,540人。

## 行政
据2011年的行政区划改革，原西阿提卡州作为一个整体改为西阿提卡专区。同时原有的市镇合并为现有的5个市镇（括号内为地图中的数字）：
- 阿斯普罗皮戈斯（2）
- 埃莱夫西纳（1）
- 菲利（5）
- 曼兹拉-伊齐利亚（3）
- 迈加拉（4）